# День духовной любви
«День духовной любви», или «Гергетоба» — один из старейших христианских праздников, который традиционно отмечают в Грузии 16 июля. Наиболее широко празднование проходит в Троицкой церкви в Гергети, где в честь этого дня проводят специальные службы и читают праздничный молебен.
В пресс-службе Грузинской православной церкви поясняют, что «Этот праздник отличается от католического „Дня Святого Валентина“, который отмечается 14 февраля. В праздник „Гергетоба“ говорится о духовной любви. Бог — это любовь».
Своим возрождением этот праздник обязан Илии Второму — святейшему Католикосу-Патриарху всея Грузии.
Следует отметить, что по инициативе одного из деятелей национального шоу-бизнеса Бесику Чубинидзе, парламент Грузии утвердил в стране ещё один День любви, но в отличие от любви духовной, он посвящён светлому чувству возникающему между мужчиной и женщиной.